# Шибер, Расселл
Ра́сселл (Ра́сти) Ши́бер (англ. Russell "Rusty" Schieber; род. 6 октября 1962, Montello, Висконсин) — американский кёрлингист, тренер по кёрлингу.
В качестве тренера сборной США по кёрлингу на колясках участник зимних Паралимпийских игр 2018, 2022, а также нескольких чемпионатов мира. По данным на 2019 год, работал национальным тренером по кёрлингу на колясках (англ. National Wheelchair Coach) Ассоциации кёрлинга США (англ. USA Curling)

## Результаты как тренера национальных сборных
| Год  | Турнир                                                 | Сборная           | Место |
| ---- | ------------------------------------------------------ | ----------------- | ----- |
| 2018 | Зимние Паралимпийские игры 2018                        | США (на колясках) | 12    |
| 2019 | Чемпионат мира по кёрлингу на колясках 2019            | США (на колясках) | 11    |
| 2019 | Чемпионат мира по кёрлингу на колясках (группа Б) 2019 | США (на колясках) | 11    |
| 2021 | Чемпионат мира по кёрлингу на колясках (группа Б) 2021 | США (на колясках) | 1     |
| 2021 | Чемпионат мира по кёрлингу на колясках 2021            | США (на колясках) | 4     |
| 2022 | Зимние Паралимпийские игры 2022                        | США (на колясках) | 5     |